# Hardball
 Denne artikel omhandler hobbyen, hvor man skyder med soft guns. Opslagsordet har også en anden betydning, se baseball.
Hardball eller airsoft er en sportsgren, hvor to eller flere hold kæmper mod hinanden i forskellige spil og på forskellige baner. Hver spiller er udstyret med et hardballvåben, der alt afhængig af udgangskraft målt enten i meter per sekund eller joule må skyde inden for en given sikkerhedsafstand. Spillene vindes afhængigt af reglerne for det givne spil enten ved en eliminering af modstanderne eller erobring af et flag. Der er klubber og foreninger over hele Danmark. Et større antal baner drives som kommercielle virksomheder herunder Aarhus Hardballbane, Kronjyllands Hardballbane samt Battlegrounds.

## Historie
Hardball stammer fra Japan, hvor Ichiro Nagata udviklede et våben, hvis funktion var hverken at dræbe eller fungere som et replika. På denne måde kunne det overholde de meget strenge våbenregler i Japan. Det første hardballvåben så dagens lys i de tidlige 1970ere og blev markedsført som en "soft air gun". Navnet "soft air gun" stammer fra de første våbens drivmiddel svarende til en komprimeret Freon-silicone oile. Denne blev senere erstattet af en propanbaseret silikone olie eller "grøn gas" i daglig tale. Oprindeligt blev våbnet brugt som et målskydningsvåben. Først senere begyndte man at skyde efter andre spillere lig eksempelvis paintball. I 1980erne og de tidligere 1990ere nåede hardballvåben til Europa, hvor de blev introduceret i Storbritannien. Her blev de solgt i dele, hvormed det var nødvendigt at samle dem efterfølgende. Siden midten af 1980erne har man spillet hardball som en rekreationel hobby for alle aldre. Det første elektriske hardballvåben eller AEG (automatic electric gun) blev udviklet af japanske Tokyo Marui i 1992. Hovedparten af alle våben produceres i Asien.

### Hardball i Danmark
Hardball kom til Danmark i de tidligere 1990ere. Dengang blev sporten beskrevet som laserdøden med reference til det, der skulle tage livet af lasertag. Indtil bekendtgørelsesændringen af 2006 blev hardball behandlet under samme paragraf som paintball. Det var dermed først med "Bekendtgørelse om skydebaners indretning, anlæggelse og anvendelse" fra 2006, at hardball blev adskilt fra paintball gennem bekendtgørelsens §13, der regulerer de forhold, hardballbaner skal drives under. Sidenhen er der opstået mange forskellige baner med mange forskellige terræntyper spredt ud over hele landet. Der er endvidere en række indendørs baner. 
I 2013 åbnede Karup Airsoft City som angiveligt en af de største indendørs anlæg på det tidspunkt. Hallen tiltrak både speedsoftere og milsimmere. Tre år senere måtte hallen dog lukke. Tidligere var der også en stor indendørs bane i Struer, som imidlertid lukkede i 2018. Der er fortsat to indendørs baner i Jylland samt en på Sjælland. Samme år lukkede den nordjyske Pinewood Battlefield efter en disput med en nabo om brugen af den fredskov, banen lå i.
Hardball har som sport været drøftet i Folketinget af flere omgange. Blandet andet stillede Dansk Folkepartis Marlene Harpsøe et spørgsmål til den konservative justitsminister vedrørende ulovligt brug af hardballvåben samt om en revision af anordningen vedrørende hardballvåben var nødvendigt. Justitsministeren fandt på daværende tidspunkt ikke grund til en ændring på baggrund af Rigspolitiets vurdering misbruget af hardballvåbene. Pia Adelsteen, ligeledes fra Dansk Folkeparti, spurgte i 2013 til antallet af skader, hvortil den socialdemokratiske justitsminister svarede, at en sådan opgørelse ikke var mulig, men at det vurderes at en mindre del af sager involverende hardballvåben har omhandlet skader og en større del ulovligt brug.
I 2012 blev den danske licenshaver og hardballfirma, Action Sport Games, dømt for at forhindre fri konkurrence ved at pålægge danske forhandlere faste priser.
Blandt danske hardballspillere har man ved forskellige lejligheder drøftet, om man skulle stifte en interesseorganisation med henblik på at fremme dels banernes interesser og dels spillernes ditto. Første gang man tog tiltag til et sådan projekt var i 2013 med Dansk Airsoft Union. Dette har endnu ikke manifesteret sig i en forening endnu. I stedet er foreningsbanerne enten organiseret gennem DGI eller rollespilsforeningen Bifrost. De privatejede baner drives uden en interesseorganisation.

#### Konkurrencehardball i Danmark
Første gang konkurrencehardball blev afviklet i Danmark, var i 2002. Turneringen hed Hardball Grand Tournament, og havde sigte mod at afvikle hardball på højt plan, hvormed der også var eksterne dommere. Den blev arrangeret af Dragons Lair (nu Faraos Cigarer) i samarbejde med Systema Danmark. Selve begivenheden foregik på et øvelsesområde for Falck. Alle tilmeldte hold bestod som et minimum af 6 spillere. Turneringen blev afviklet sidste gang i 2010. Der har endvidere også været eksperimenteret med målskydningskonkurrencer under regi af G&G og deres verdensomspændende G&G turnering, hvis danske afsnit blev afholdt af Handelshuset Aulum.
Speedsoftvarianten af konkurrencehardball skiller sig ud fra dels ovennævnte og dels almindelig hardball ved et fokus på at score point snarere end at gennemføre en række opgaver. Typisk scores der point enten ved erobring af et flag eller ved at skyde modstanderne. Runderne varer typisk ikke særlig lang tid eller spilles på tid, hvormed spillerne arbejder meget hurtigt. Denne variant af hardball har endnu ikke oplevet sit gennembrud i Danmark som andet end en måde at spille på i forbindelse med åbne spil. Der har dog været afholdt enkelte turneringer herunder en i 2016 på en nu lukket indendørs symmetrisk bane i Gjerlev ved Randers. I 2020 afvikles der en pistolliga på Aarhus Hardballbane med 20 spillere ligeledes på en symmetrisk bane.

### Norge mod Danmark
I flere år afvikledes en kamp mellem Norge og Danmark eller i folkemunde NOvsDK. Første kamp blev afviklet i 2006 og sidste kamp i 2012. Spillet havde karakter af storspil eller hyggespil med scenarier. Ideen til NOvsDK tog udgangspunkt i de norske muligheder for at spille hardball i et bymiljø. Dette blev til den første NOvsDK i beredskabsbyen Rørdal. Dette blev dog flyttet, da Rørdal i en periode var utilgængelig for arrangørerne.

## Hardballbanernes retslige grundlag
En hardballbane kræver dels en godkendelse fra politiet og dels en overensstemmelse med kommunens lokalplan for området.

### Politiets rolle
Rammerne for hardballbaner er fastsat i "Bekendtgørelse om skydebaners indretning, anlæggelse og anvendelse". Bekendtgørelsens §1 slår fast, at alle baner skal politigodkendes, hvor en bane i hardballregi forstås "som et areal, der er midlertidigt eller permanent indrettet eller anlagt til skydning med [...] hardballvåben." Det skal i denne sammenhæng bemærkes, at dette også gælder midlertidige baner i forbindelse med eksempelvis storspil. Når der søges om tilladelse til at opføre en bane, skal ansøgningen blandt andet indeholde en adresse, ejerskab af jorden, af banen, hvem der anvender den, våbentyper og sikkerhedsforanstaltninger, hvor sikkerhedsforanstaltninger blandt andet kan være en afskærmning af safezonen eller det område, hvor spillerne opholder sig uden maske på. På dette grundlag undersøger politiet, om banen kan opføres.
Når politiet har godkendt opførelsen af banen og godkendt selve banen, udarbejdes der en instruks eller regler for brug af banen vedrørende oplysninger om, hvem der ejer banen, vilkår for banens anvendelse, ammunitionstyper osv. Derudover skal der udpeges en skydebaneleder, der dels skal være myndig og dels erfaren. Endelig også hvor ofte banen skal tilses. Banen må kun anvendes i overensstemmelse med instruksen.
På en af politiet godkendt bane skal det blandt andet noteres i instruksen med udgangspunkt i §13, at man skal være 16 år for at spille. Unge under 18 år skal endvidere medbringe et skriftligt samtykke fra den, der har forældremyndigheden. Spillerne skal bære udstyr, så de ikke kommer til skade. De skal blandt andet bære en maske, der dækker fra "fra pande til hage samt ører." Udstyret skal endvidere være designet til brug for hardball. De dele af hovedet, der ikke er dækket af en maske, skal være dækket af hoved- og halsbeklædning. Skydebanebekendtgørelsen fastsætter endvidere en minimumssikkerhedsafstand på 6 meter og en kaliber på 6 mm. Politiet og baneledelsen kan fastsætte yderligere i instruksen.

### Kommunens rolle
Kommunerne fastsætter via lokalplanerne rammerne for, hvad en given jord kan bruges til. En lokalplan er vedtaget af kommunalbestyrelsen og kan ligeledes ændres af denne. En politigodkendelse er derfor ikke nok i forhold til at etablere en hardballbane. Bygherren skal  også undersøge, om lokalplanen gør en sådan opførelse mulig. En liste over lokalplaner findes på kommunernes hjemmeside samt på Plandata.dk under Erhvervsstyrelsen. Det skal i denne sammenhæng bemærkes, at ikke alle områder er omfattet af en lokalplan. Der skal søges om byggetilladelse hos kommunen.

## Våbentyper
Hardballvåben findes i mange forskellige udgaver herunder, men ikke afgrænset til M4/M15/M16 samt forskellige udgaver af AK. Derudover er der udviklet hardballudgaver af forskellige maskinpistoler så som Heckler & Kochs MP5 og CZ's EVO Scorpion A1. Der findes ligeledes mange forskellige pistoler herunder både pistoler, der er baseret på en ægte og pistoler, der tager udgangspunkt i et ægte våben. Fælles for alle disse våben er, at de alle skyder med en 6 mm., kugle lavet af hård plastik eller biomasse. Der er mange muligheder for at opgradere sine våben både i form af udseende herunder kolbe og front samt indmad. Derudover findes der tilbehør i form af lygter, lyddæmpere og tracere. Inden for speedsoft opgraderes våben typisk også med et fokus på et æstetisk udtryk.

### Elektrisk hardballvåben (automatic electric gun, AEG)
En AEG er et våben, som drives af en motor, der aktiveres ved tryk på aftrækkeren. Motoren driver gearene rundt som trækker et stempel tilbage. Når stemplet er trukket helt tilbage, giver gearingen slip og en fjeder trykker stemplet ind i cylinderen og presser derved stempelhovedet helt frem til cylinderhovedet. På cylinderhovedet sidder der en dyse som leder det genererede lufttryk ind i hop-up kammeret hvor ammunitionen sidder. Lufttrykket presser herefter ammunitionen ud i gennem løbet der er monteret på hop-up kammeret.

### Gas og CO2
Gas bruges til både pistoler og rifler. Gassen påfyldes oftest magasinet. Gas har dog i Danmark grundet vores koldere klima i vinter halvåret sine begrænsninger, da der opstår en kraftig nedkøling af våbnet under skydning med gas.
Dette bevirker at gassen trækker sig sammen, hvormed våbnet løber hurtigere tør for gas end ved optimale temperaturer. Den temperatur der påkræves for nogenlunde konsistent og fejlfri anvendelse af gas våben udendørs er fra 15 grader og op efter, helt optimal ydelse ses dog først ved omkring 20 grader. Alternativt kan der bruges CO2, der er mindre følsomt overfor lavere temperature.

### High pressure air (HPA)
En anden mulighed er HPA-baserede våben, der bruger et højt tryk lig trykket i en dykkertank. Der findes både mekaniske og elektroniske HPA våben. Mekaniske HPA våben består af forskellige komponenter, der via aftrækkeren tillader luften at sive gennem våbnet til affyring af kuglen. Alternativt bruges våben med en HPA-engine eller cylinder, der via aftrækkeren og en lille computer lukker luft ud. 

### Manuel
Manuelle våben skal lades efter hvert skud, og sender typisk ikke kuglen af sted med samme energi som el- og gasvåben.
Disse er som ofte billige plast våben af tvivlsom kvalitet, men under denne kategori findes også avancerede finskyttevåben med manuel boltmekaniske (bolt action), hvormed der menes at der skal tages ladegreb efter hvert skud.

## Opgraderede eller ombyggede våben
I takt med at hardballvåben og hardball som hobby og sport bliver mere og mere tilgængelig, er der opstået en underskov af mikrovirksomheder, der enten specialiserer sig i at opgradere eller ombygge våben eller alternativt anskaffe dele til at ombygge våben. Blandt de første dele der opgraderes er typisk inderløbet til et smallere et, der på den måde øger udgangsenergien eller joulen. Endvidere opgraderes typisk også hopup huset, der blandt andet er med til at bestemme kuglens bane. Det vil sige, at våbnet dels kommer til at skyde hårdere og kuglen flyver længere og mere præcist. Derudover opgraderes typisk stempler, motorer og gear i en AEG. Endelig er det også muligt at opgradere henholdsvis handguard, yderløb, greb og kolbe. Pistoler kan ligeledes opgraderes med både yderløb, inderløb samt hopup og blow back hus. Med fremkomsten af 3D-printere laves der også privat tilbehør til hardballvåben.

## Taktisk udstyr

### Veste, bælter osv.
I tillæg til ovennævnte udstyr findes der taktisk udstyr enten inspireret af militæret eller militært udstyr herunder forskellige molleveste, flakveste og diverse mollebælter. Spillere der lader sig inspirere af militære styrker køber taktisk udstyr der ellers normalt kun anvendes af militær og både på grund af kvalitet, men også for at leve sig ind i scenarioerne og fremstå så realistiske som muligt. Andre herunder særligt speedsoftere køber udstyr der skal være praktisk i forhold til den spilform, de foretrækker.

### Hovedbeklædning
For at spille hardball skal man bære hovedbeskyttelse der dækker fra pande til hage og fra øre til øre. Dette suppleres ofte med huer, hjelme, handsker samt knæbeskyttere. Derudover er der af staten fastsat en minimumssikkerhedsafstand på 6 meter. Denne sikkerhedsafstand er ofte suppleret med yderligere sikkerhedsafstande baseret på våbnets skudkraft, der enten beregnes i joule (J) eller meter per sekund (MPS).

## Spil og spillere
Hardball spilles i tre forskellige former. Det spilles som åbne spil, hvilket langt de fleste danske baner afholder. På enkelte specialbyggede baner spilles der speedsoft og endelig afholdes der en række militære simulationsspil eller milsim rundt om i landet. I forbindelse med et åbent spil er der generelt ingen særlige krav til spilleren ud over de krav, der er fastsat i skydebanebekendtgørelsen samt i banens egne regler. Til speedsoft er der heller ikke et krav til spilleren, men derimod til banen, der skal være indrettet symmetrisk. Endelig er der i forbindelse med milsim typisk krav om ens uniformer, idet man eksempelvis repræsenterer en given nation. Dette kan også betyde, at man skal have et særligt våben.

### Storspil
I Danmark er der tradition for at afvikle storspil i beredskabsområder i blandt andet Rørdal ved Aalborg samt i Gudsø. Et storspil omfatter mellem 100 og 150 hardballspillere, der typisk skal gennemføre en række opgaver for at vinde et spil. Opgaverne kan tage udgangspunkt i de nedstående spiltyper eller noget helt tredje. I 2019 blev der afholdt adskillige spil i Rørdal af forskellige arrangører. Fælles for flere af dem var en betoning af opgaver og strategi samt taktik, hvormed spillene havde karakter af en light udgave af milsimspil.

### Spiltyper
Til åbne spil spiller man forskellige minispil så som team death match, capture the flag osv. Det er spillederen (skydebanelederen), der bestemmer hvilke spil, der spilles.

#### Team death match
Spiltypen involverer to hold, der spiller mod hinanden. Hver gang en spiller bliver ramt, bevæger denne sig tilbage til sit start sted eller spawn, hvorefter denne tager et liv og er med igen. Når holdet ikke har flere liv, bevæger de døde spillere sig ud i safezonen. Et hold vinder ved at dræbe modstanderholdets spillere. Alternativt spilles team deathmatch på tid. Det hold der, hvis spillere er døde flest gange, har tabt.

#### Capture the flag (CTF)
Minimum 2 (oftest 2) hold har hver sit flag eller fane, som man skal beskytte og som det modsatte hold skal forsøge at tage med hjem til egen base. Flaget skal bæres så det er tydeligt synligt.
Man kan spille videre på to måder når en spiller som har taget flaget bliver ramt. Enten skal spilleren lægge flaget hvor han er blevet ramt og selv returnere til egen base. Ellers skal flaget leveres tilbage til modstanderen før det på ny kan tages igen. Det hold der har formået at erobre flaget flest gange vinder.

#### Kill confirm
Kill confirm involverer et start sted, men intet spawn. Spillerne har hver to liv. Det vil sige, at en anden medspiller kan klappe dem ind to gange. Dette sker typisk ved et klap på skulderen. Typisk vil en spiller også kunne klappe en modspiller ud ved ligeledes at klappe denne på skulderen.

#### Andre typer
Der findes mange flere måde man kan spille hardball på bl.a. VIP, re-enactment m.v.

## Baner i Danmark
I hardballregi skelnes der mellem CQB eller close-quarters battle baner og terrænbaseret baner. Et flertal af de danske baner er privatejede.
| Navn                       | Adresse                            | Type          | Beskrivelse | Ejerskab |
| -------------------------- | ---------------------------------- | ------------- | --- | -------- |
| Aarhus Hardballbane        | Holmstrupgårdvej 18, 8220 Brabrand | CQB           | Banen er inddelt i tre forskellige sværhedsgrader: Arena, midt og skov.                                         | Privat   |
| Ammo Grounds               | Ammunitionsdepotet i Tolne         | Terrænbane    | Spilområdet er på 65.000 kvadratmeter primært naturbane. Banen indeholder også 8 bunkere, der inddrages i spil. | Forening |
| Badboys                    | Lervangen 12, 2630 Taastrup        | Terrænbane    | Skovbanen består delvist af et CQB-område og et skovområde med kuperet terræn.                                  | Privat   |
| Battlegrounds              | Mindelundsvej 14A, 7400 Herning    | Terrænbane    | Skovbane med byelementer.                                                                                       | Privat   |
| Cheap Army                 |                                    | -             | | Forening |
| Den gamle gård             | Hadsundvej 508, 8983 Gjerlev J     | Indendørs CQB | Indendørs CQB-bane i en nedlagt gård.                                                                           | Privat   |
| Hardball Heaven            | Frederiksværksgade 201, Hillerød   | Terrænbane    | Hardball Heaven er en skovebane på cirka 20.000 kvadratmeter.                                                   | Privat   |
| Kronjyllands Hardballbane  | Ærteholmsvej 21, 8983 Gjerlev J    | Terrænbane    | Kuperet bane med skyttegrave og sumpområde.                                                                     | Privat   |
| Nebel Airsoft              | Fromssejrvej 18, 6623 Vorbasse     | Indendørs CQB | Tæt CQB-bane bygget op i en lagerhal.                                                                           | Privat   |
| Odense Airsoft             |                                    | Indendørs CQB | Indendørs CQB-bane med både kroge og relativt store og åbne områder.                                            | Forening |
| Svendborg Airsoft Forening | Skovdongvej 2-20, 5881 Skårup      | Terrænbane    | Åben terrænbane med bygnigner.                                                                                  | Forening |
| Syddjurs Hardballforening  | Hornbjergvej 17, 8543 Hornslet     | Terrænbane    | Kuperet bane med et centralt byelement i midten.                                                                | Forening |
| TRoA Airsoft               | Veggerby                           | Terrænbane    | Skovbane med en bunker i midten samt enkelte tårne.                                                             | Forening |